# Nixe inconspicua
Nixe inconspicua är en dagsländeart som först beskrevs av Mcdunnough 1924.  Nixe inconspicua ingår i släktet Nixe och familjen forsdagsländor. Inga underarter finns listade i Catalogue of Life.